# Geologia da Lua

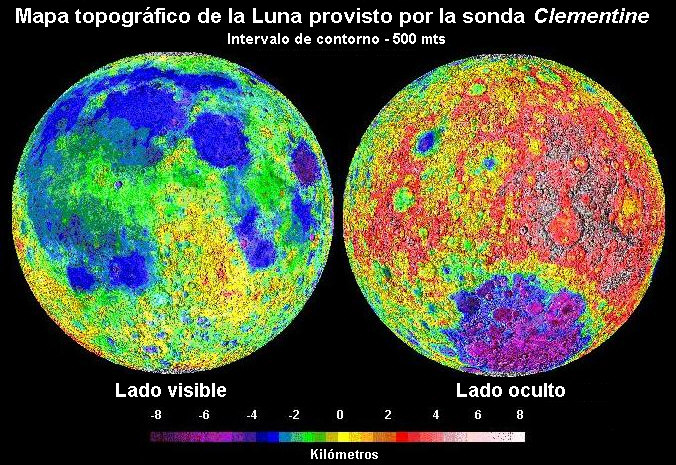
Topografia da lua

A geologia da Lua, às vezes chamada de selenologia, é a ciência que aplica métodos e técnicas da geologia à Lua, tendo em conta, evidentemente, as diferenças entre os dois corpos. A Lua não tem atmosfera, nem cursos d'água, de modo que a erosão decorrente de fenômenos meteorológicos não existe; também não há tectônica de placas, tal como a conhecemos na Terra; a gravidade da Lua é fraca, e o seu solo se resfria mais rapidamente que o da Terra, em razão da ausência de atmosfera.
A Lua é constituída de uma crosta (camada sólida superficial, análoga à crosta terrestre), um manto (a camada situada sob a crosta, tal como o manto terrestre) e um núcleo (a camada mais profunda, analogamente ao núcleo terrestre). 
A superfície lunar resulta de uma geomorfologia complexa que combina diferentes processos, tais como impactos meteoríticos e vulcanismo. Os estudos geológicos da Lua têm se baseado na combinação de observações telescópicas desde a Terra, medições em órbita por espaçonaves, análise de amostras de rochas lunares e dados geofísicos.
Dos poucos locais visitados durante as missões do programa Apollo, entre o final dos anos 1960 e início dos anos 1970, foram trazidos aproximadamente 385 kg de rocha lunar e amostras de solo. Em sua maior parte, esse material foi armazenado, a partir 1979, no Lunar Sample Laboratory Facility, em Houston, e segue sendo objeto de estudo para a compreensão da formação do corpo celeste. 
A Lua é o único corpo extraterrestre do qual existem amostras disponíveis e do qual se conhece a geologia. Embora esse conhecimento tenha aumentado consideravelmente, graças às missões tripuladas ou automatizadas que recolheram significativa quantidade de dados, ainda há muitas perguntas que só poderão ser respondidas quando da instalação de bases permanentes e a realização de longos estudos. 

## Origem
A origem da Lua é incerta, mas as similaridades nos teores dos elementos encontrados tanto na Lua quanto na Terra indicam que ambos os corpos podem ter tido uma origem comum. Nesse aspecto, alguns astrônomos e geólogos alegam que a Lua teria se desprendido de uma massa incandescente de rocha liquefeita primordial, recém-formada, através da força centrífuga.
Outra hipótese, atualmente a mais aceita, é a de que um planeta desaparecido e denominado Theia, aproximadamente do tamanho de Marte, ainda no princípio da formação da Terra, teria chocado com nosso planeta. Tamanha colisão teria desintegrado totalmente o planeta Theia e forçado a expulsão de pedaços de rocha líquida. Esses pequenos corpos foram condensados em um mesmo corpo, o qual teria sido aprisionado pelo campo gravitacional da Terra. Esta teoria recebeu o nome de Big Splash.
Há ainda um grupo de teóricos que acreditam que, seja qual for a forma como surgiram, haveria dois satélites naturais orbitando a Terra: o maior seria a Lua, e o menor teria chocado com a Terra, formando as massas continentais.
A história geológica da Lua é dividida em seis épocas principais, que compõem a escala de tempo geológico lunar. Com início há cerca de 4,5 mil milhões de anos atrás, a recém-formada Lua encontrava-se em estado de fusão e numa órbita muito mais próxima da Terra, o que provocava forças de maré significativas. Estas forças deformaram o corpo em arrefecimento na forma de uma elipse, cujo principal eixo aponta para a Terra.
Pouco tempo após a formação da crosta lunar, ou mesmo durante a sua formação, começaram-se a formar diferentes tipos de magma que estiveram na origem dos noritos e troctolitos de magnésio

## A superfície
A superfície da Lua é de cor de giz e apresenta uma grande quantidade de sedimentos finos produto de inúmeros impactos de meteoritos. Esta camada de solo é chamada de regolito lunar, uma denominação para descrever as camadas de sedimentos produzidas por efeitos mecânicos sobre as superfícies dos planetas. A espessura do regolito varia de 2 metros nos mares mais jovens e de 20 metros nas superfícies mais antigas.
O regolito é formado por material rochoso mas também por restos dos impactos dos meteoritos, ganhando assim, grande valor científico. O regolito contém rochas, fragmentos de minerais derivados de outras rochas e partículas de impactos. O regolito lunar é um composto químico que varia de acordo com sua localização, nas terras altas é rico em alumínio, nos mares é rico em ferro e magnésio, com rochas basálticas.
O regolito lunar também é importante por carregar consigo informações sobre a história da Lua. As partículas que formam o vento solar, composto principalmente de átomos de hélio, neón, carbono e nitrogênio estão também na superfície lunar e se misturam com os minerais locais.
Os gases do vento solar poderiam ser úteis para futuras bases lunares já que o oxigênio e o hidrogênio (água) e o carbono e o nitrogênio no solo são essenciais para a vida.
A paisagem lunar está caracterizada pela presença de crateras de impacto, provocando no solo lunar alguns vulcões, depressões, colinas e valas com fluxo de lava.

### As altas e baixas planícies
O aspecto distinto da Lua é o contraste entre as zonas claras e escuras. As zonas claras são as terras altas e recebem o nome de terrae (do latim terra), e as planícies mais escuras são chamadas de maria (do latim mares), nomes estes dados por Johannes Kepler.

### Os mares

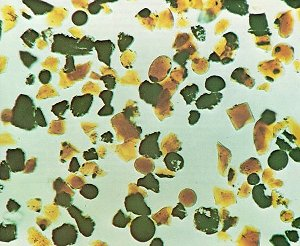
Partículas de vidro vulcânico.

Os mares (maria) cobrem cerca de 16% da superfície lunar e foram formadas por lavas que principalmente tiveram origem nos enormes impactos. Ao contrário do que por vezes se pensa sobre na Lua não pode haver nenhuma atividade vulcânica, no passado houve vários períodos de atividade. Segundo estudos, a atividade vulcânica da lLua teve lugar depois que as terras altas foram formadas e depois que a maior parte da craterização ocorreu.
Antes de ser confirmado pelas missões Apollo, os cientístas já imaginavam que os mares eram planícies de lava já que possuíam características particulares: padrões de fluidos de lava e colapsos atribuídos aos tubos de lava. O material recolhido durante as missões lunares da década de 1960 e década de 1970 confirmaram a suspeita: as crateras são formadas por um tipo de rocha vulcânica chamada basalto.
Os mares estão na maior parte das crateras de impacto. Alguns cientistas da década de 1960 sugeriram que isto demonstrava uma causa e efeito: os impactos no solo causaram a formação de grandes crateras que também produziram o derretimento do interior lunar disparando o processo vulcânico. No entanto, um exame mais detalhado dos mares mostra que deve haver crateras mais jovens do que as descobertas mais recentes.
Exemplo: o impacto que formou a grande cratera de Imbrium do Mare Imbrium (Mar das Chuvas) arrastou material para fora da cratera formando as montanhas que rodeavam a cratera de Serenitatis no Mare Serenitatis (Mar da Serenidade).
Outro tipo de depósito associado com os mares, que também cobre as áreas das terras altas, são os depósitos do manto escuro. Estes depósitos não podem ser vistos a olho-nu somente com ajuda de telescópios ou de naves espaciais. Antes das missões Apollo, os cientistas supunham que se tratavam de depósitos produzidos por erupções piroclásticas. Alguns depósitos parecem estar associados com cinzas oescuras reforçando, a ideia das erupções piroclásticas, posteriormente confirmadas pelo achado de "pérolas de vidro" como as que se encontram nas erupções piroclásticas da Terra.

### Constituição geológica dos mares
A principal característica das rochas basálticas proveniente das terras altas é que os basaltos contêm uma maior quantidade de olivina e piroxena e menos plagioclase. Muitas delas também tem um óxido mineral de ferro-titânio chamado ilmenita. Devido às primeiras mostras de rochas terem um grande conteúdo de ilmenita (e outros minerais relacionados) receberam o nome de basaltos de “alto titânio” em referência as concentrações excepcionais deste metal. A Apollo 12 regressou à Terra com basaltos de menores concentrações que foram chamados basaltos de “baixo titânio”. Missões subsequentes e missões automatizadas soviéticas regressaram com basaltos com uma menor quantidade do que a encontrada pela Apollo, são os basaltos de “muito baixo titânio”.
A sonda Clementine proporcionou dados que mostram uma ampla variação no conteúdo de titânio em rochas basálticas, sendo as de alto conteúdo as de menor abundância.

## Rochas lunares

### Rochas das terras altas e o oceano de magma lunar
As primeiras rochas recolhidas pela Apollo 11 correspondiam a basaltos. Apesar de que a missão Apollo 11 transcorreu sobre o Mar da Tranquilidade, também foram recolhidos fragmentos milimétricos de rochas das terras altas. Estas estão principalmente compostas pelo mineral feldspato plagioclase; alguns fragmentos unicamente continham plagioclase. Estas rochas se chamam anortositos.
As terras altas estão formadas principalmente de plagioclase porque este mineral foi acumulado na parte superior do oceano de magma por flutuação, dando lugar à hipótese de que a Lua esteve alguma vez coberta por um oceano de magma.
O conceito de oceano de magma foi comprovado em 1994 com a sonda estadunidense Clementine, a qual em sua órbita polar durante dois meses tirou fotografias em diferentes comprimentos de onda. Os cientistas analisaram o conteúdo de ferro na superfície lunar através de variações de intensidade de luz refletida em diferentes comprimentos de onda. A hipótese do oceano de magma prediz que as terras altas lunares deveriam ter um baixo conteúdo de ferro, menos que aproximadamente 5% em peso (registrado como óxido de ferro FeO). De acordo com as medições da sonda Clementine, a presença foi menor de 5% de FeO em peso. Estes dados foram confirmados em 1998 quando outra sonda estadunidense, a Lunar Prospector orbitou a Lua.